# 바르텔레미 보간다

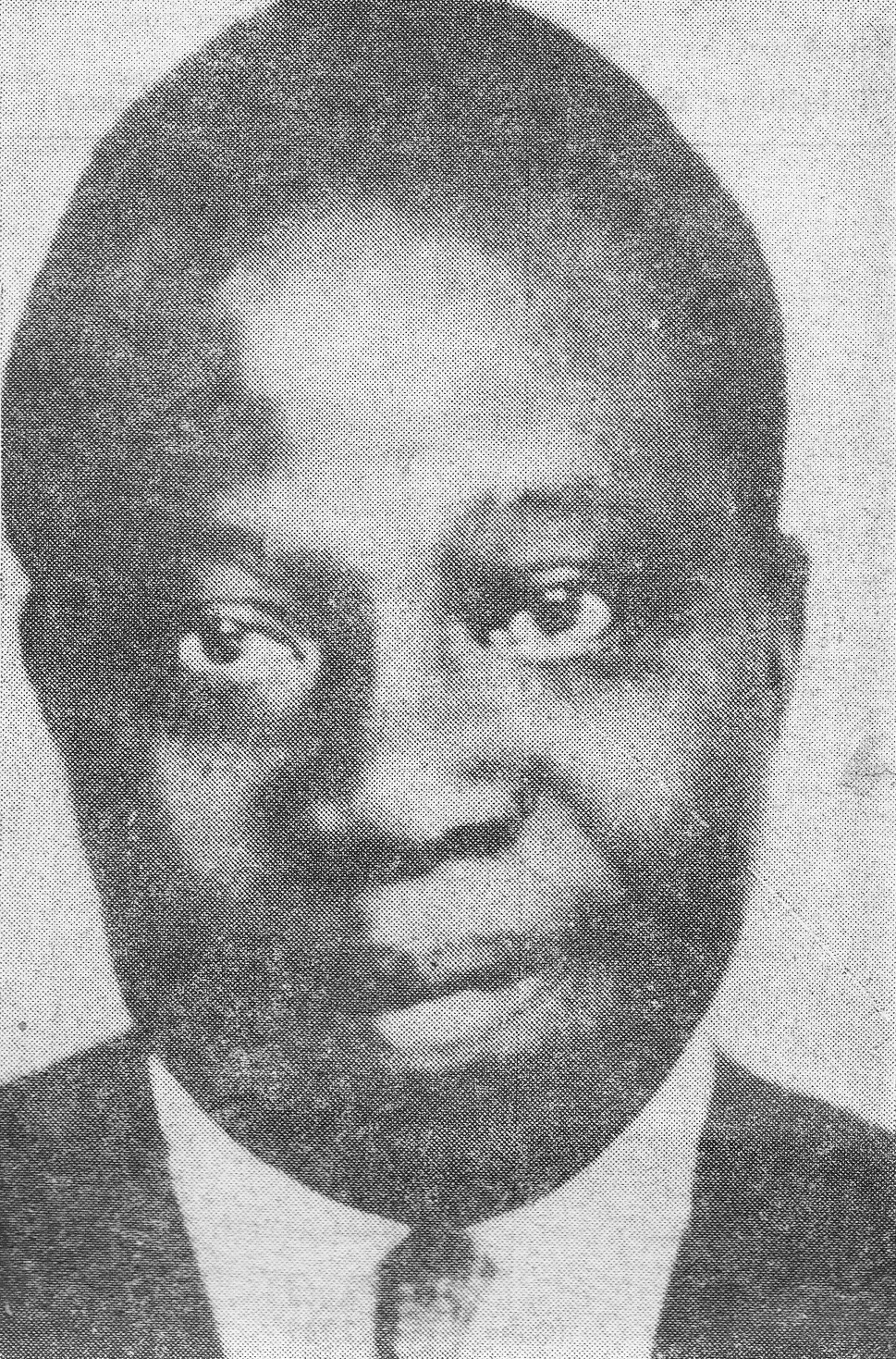

바르텔레미 보간다(프랑스어: Barthélemy Boganda, 1910년 4월 4일 ~ 1959년 3월 29일)는 중앙아프리카 공화국의 정치인이다.

## 경력
가톨릭 미션 스쿨을 졸업하여 성직자의 길을 걷고 있었지만, 1946년에 프랑스 국민의회에 선출된다. 1949년에 검은 아프리카 사회 진보 운동(MESAN)을 만들어, 그 당의 대표가 된다. 같은 시기 결성된 아프리카 민주 연합에는 가입하지 않고, 독자적인 방향으로 나아갔다.
1958년에 우방기샤리가 프랑스 공동체 내의 자치 공화국이 되어 보간다는 총리로 취임했다. 국명을 중앙아프리카 공화국으로 변경하였으며 친족 측근하의 초등학교 교장 다비드 다코 내무장관이나 의사 아벨 굼바 재정부 장관을 이끌었다.
보간다는 프랑스와의 대립 관계를 취하지 않았지만, 프랑스령 적도 아프리카에 있어서 가장 적극적인 연방주의자였으며, 각 식민지의 분리 독립을 주장하는 가봉의 레옹 음바 등과 대립했다. 보간다의 연방론은 적도 아프리카에 머무르지 않고, 벨기에령 콩고나 루안다우룬디, 포르투갈령 서아프리카도 시야에 넣은 라틴 아프리카 연방을 만들 것을 외치고 있었다.
1959년 3월 29일, 보간다는 서부의 베르베라티 마을에서 수도 방기로 돌아오던 비행기를 탔는데, 그 비행기가 추락하는 바람에 독립을 앞두고 세상을 떠났다.
현재의 중앙아프리카 공화국의 국기는 보간다에 의해 디자인 된 것으로, 50년 이상 사용되고 있다.
「인디아나 존스 - 젊은 날의 모험」에서는 어릴 적의 그가 등장하고 있다. 덧붙여서, 바르텔레미라고 하는 이름은 이작 드 방콜레가 연기한 같은 이름의 중사로부터 계승했던 것으로 추측되고 있다.